# Арахова
Арахова (греч. Αράχοβα,  до 1940 года — Αράχωβα) — малый город в Греции, в общине Дистомон-Арахова-Андикира периферийной единицы Беотия периферии Центральная Греция. Находится на высоте 963 метров над уровнем моря, на холме у подошвы крутой, утесистой горы Парнас, на расстоянии 6 км к востоку от бывшей деревни Кастри (Καστρί) — места, где стояли древние Дельфы, в 153 км к северо-западу от Афин. Население 2657 человек по переписи 2011 года.

## Этимология
Арахова — топоним праславянского происхождения (ст.‑слав. Орѣхово, болг. Оряхово) и образован от праславянского «орех».

## История
Арахова лежит, вероятно, на месте древнего города Анемория (Анеморея, Ἀνεμώρεια) или Анемолия (Ἀνεμώλεια), который упомянут Гомером в Каталоге кораблей в «Илиаде», входил в Фокидский союз и служил границей области города Дельф от остальной Фокиды после отделения Дельф под давлением Спарты около 457 года до н. э. Название город получил от άνεμος — «ветер» из-за дурных порывов ветров, которые дуют с крутой горы Катоптерий, части Парнаса.
В ходе Освободительной войны Греции 18 ноября (1 декабря) — 24 ноября (6 декабря) 1826 года произошло сражение при Арахове между греческими повстанцами под командованием  Георгиоса Караискакиса и силами Османской империи, которое закончилось почти полным уничтожением турецко-албанских войск.
Жители по древнему обычаю, обыкновенно в праздничные дни с особенным увлечением исполняют хороводные пляски, сопровождаемые песнями.
23 июля 1967 г. во время летнего отдыха Арахову посетили все участники группы The Beatles, которые обедали там, совершали покупки и разучивали греческий танец вместе с местными жителями.

## Сообщество Арахова
Сообщество Арахова (Κοινότητα Αραχώβης) создано в 1912 году (ΦΕΚ 262Α). В 1940 году переименовано в Κοινότητα Αραχόβης. В сообщество входит три населённых пункта. Население 2770 человек по переписи 2011 года. Площадь 139,448 квадратного километра.
| Населённый пункт         | Население (2011), человек |
| ------------------------ | ------------------------- |
| Арахова                  | 2657                      |
| Земено                   | 32                        |
| Каливия-Ливадиу-Араховис | 81                        |

## Население
| Год  | Население, человек |
| ---- | ------------------ |
| 1991 | 2494               |
| 2001 | 3071               |
| 2011 | ↘ 2657             |